# Nicab

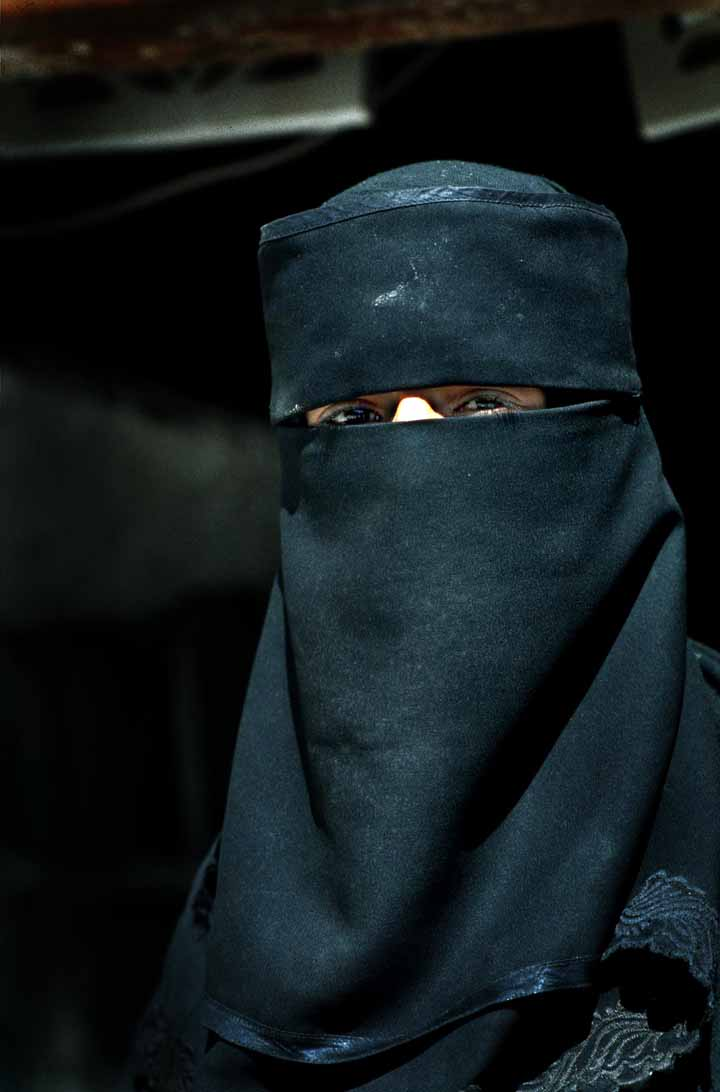
Mujer yemení con nicab.

Un nicab o niqab (pronunciado con acento en la a; en árabe: نِقاب niqāb) es un velo que cubre el rostro y que usan algunas mujeres musulmanas como parte de su vestido hiyab. Propio de países árabes del golfo Pérsico, se puede encontrar en lugares tan diversos como el norte de África, Asia Occidental y el subcontinente indio. 
Las mujeres que llevan nicab se llaman niqabi. Sin embargo, algunas prefieren la forma del participio munaqaba (plural munaqabat) porque niqabi se puede usar de manera peyorativa (similar a hiŷabi con muhaŷaba).
A causa de la gran variedad de hiyabs usados en el mundo islámico, puede ser difícil distinguir entre un tipo de velo u otro. Los términos nicab y burka se refieren, respectivamente, al velo que cubre la cara pero no los ojos, y a las ropas que cubren la cara y el cuerpo completamente (con una malla para poder ver al frente).

## Controversia

Legislaciones antimáscaras durante actos públicos en el mundo (2025)
Prohibición nacional de cubrir el rostro completamente
Prohibiciones locales o regionales de cubrir el rostro completamente
Prohibición de venta y fabricación
Prohibiciones parciales de cubrir el rostro en algunas localidades

Legislaciones antimáscaras durante actos públicos en Europa (2025)
Prohibición nacional de cubrir el rostro completamente
Prohibiciones locales o regionales de cubrir el rostro completamente
Prohibiciones parciales de cubrir el rostro en algunas localidades

### Francia
El 13 de julio de 2010, la Asamblea Nacional de Francia aprueba la ley en el que se prohíbe el uso del burka y del nicab en todos los espacios públicos.

### Dinamarca
El 31 de mayo de 2018, el Parlamento unicameral de Dinamarca ha aprobado la prohibición del uso de velos integrales en lugares públicos, sumándose así a Francia en la ilegalización del burka y el nicab. Dicha prohibición entró en vigor en agosto de 2018.